# Distretto di Rusizi
Il distretto di Rusizi è un distretto (akarere) del Ruanda, parte della Provincia Occidentale, con capoluogo Kamembe.
Il distretto si compone di 18 settori (imirenge):
- Bugarama
- Butare
- Bweyeye
- Gashonga
- Giheke
- Gihundwe
- Gikundamvura
- Gitambi
- Kamembe
- Muganza
- Mururu
- Nkanka
- Nkombo
- Nkungu
- Nyakabuye
- Nyakarenzo
- Nzahaha
- Rwimbogo